# Брейзелтон (Джорджія)
Брейзелтон (англ. Braselton) — місто (англ. town) в США, в округах Джексон, Берроу і Гвіннетт штату Джорджія. Населення — 13 403 особи (2020).

## Географія
Брейзелтон розташований за координатами 34°6′40″ пн. ш. 83°48′57″ зх. д. / 34.11111° пн. ш. 83.81583° зх. д. (34.111046, -83.815783).  За даними Бюро перепису населення США в 2010 році місто мало площу 32,41 км², з яких 32,15 км² — суходіл та 0,26 км² — водойми.

## Демографія
Згідно з переписом 2010 року, у місті мешкало 7511 особа в 2556 домогосподарствах у складі 2135 родин. Густота населення становила 232 особи/км².  Було 2833 помешкання (87/км²).
Расовий склад населення:
| - 82,9 % — білих - 8,8 % — чорних або афроамериканців - 3,9 % — азіатів - 0,4 % — корінних американців - 2,0 % — осіб інших рас |

До двох чи більше рас належало 2,0 %. Частка іспаномовних становила 8,2 % від усіх жителів.
За віковим діапазоном населення розподілялося таким чином: 30,2 % — особи молодші 18 років, 62,5 % — особи у віці 18—64 років, 7,3 % — особи у віці 65 років та старші. Медіана віку мешканця становила 33,8 року. На 100 осіб жіночої статі у місті припадало 96,8 чоловіків;  на 100 жінок у віці від 18 років та старших — 93,7 чоловіків також старших 18 років.
Середній дохід на одне домашнє господарство  становив 112 233 долари США (медіана — 84 069), а середній дохід на одну сім'ю — 120 439 доларів (медіана — 87 039). Медіана доходів становила 68 226 доларів для чоловіків та 45 924 долари для жінок. За межею бідності перебувало 7,4 % осіб, у тому числі 7,9 % дітей у віці до 18 років та 12,9 % осіб у віці 65 років та старших.
Цивільне працевлаштоване населення становило 3541 осіб. Основні галузі зайнятості: освіта, охорона здоров'я та соціальна допомога — 17,2 %, науковці, спеціалісти, менеджери — 16,4 %, виробництво — 15,1 %.